# Мерсес (Минас-Жерайс)
Мерсес (порт. Mercês)  —  муниципалитет в Бразилии, входит в штат Минас-Жерайс. Составная часть мезорегиона Зона-да-Мата. Входит в экономико-статистический  микрорегион Уба. Население составляет 10 058 человек на 2000 год. Занимает площадь 352,808 км². Плотность населения — 28,5 чел./км².

## История
Город основан 1 июня 1912 года. 

## Статистика
- Валовой внутренний продукт на 2003 год составляет 30 948 075,00 реалов (данные: Бразильский институт географии и статистики).
- Валовой внутренний продукт на душу населения на 2003 год составляет 3077,57 реалов (данные: Бразильский институт географии и статистики).
- Индекс развития человеческого потенциала на 2000 год составляет 0,717 (данные: Программа развития ООН).

## География
Климат местности: горный тропический.